# Dear Heather
Dear Heather – jedenasty album studyjny Leonarda Cohena, wydany w październiku 2004, z okazji 70 urodzin wykonawcy. Na tym albumie dominują żeńskie wokale, wykonywane przede wszystkim przez Anjani Thomas, oraz poezja śpiewana. 
Album pierwotnie miał się nazywać Old Ideas, ale Cohen zmienił tytuł, ponieważ myślał, że ta nazwa wprowadzi w błąd słuchaczy i będą traktowali tę płytę jako album The Best Of. 
Specjalnie dla polskich słuchaczy, Leonard Cohen przygotował niespodziankę. Do każdego albumu sprzedanego w Polsce jest dołączona specjalna litografia z dedykacją od artysty.
Podobnie jak Ten New Songs został nagrany cyfrowo w domowym studio Leonarda Cohena i Sharon Robinson w Los Angeles.
W Polsce nagrania dotarły do 1. miejsca OLiS i osiągnęły status złotej płyty.

## Lista utworów
1. „Go No More A-Roving” (ze słowami wiersza Lorda Byrona) – 3:40
2. „Because Of” – 3:00
3. „The Letters” – 4:44
4. „Undertow” – 4:20
5. „Morning Glory” – 3:28
6. „On That Day” – 2:04
7. „Villanelle for Our Time” – 5:55
8. „There for You” – 4:36
9. „Dear Heather” – 3:41
10. „Nightingale” – 2:27
11. „To a Teacher” – 2:32
12. „The Faith” (na bazie folkowej piosenki z Quebecu „Un Canadien errant”) – 4:17
13. „Tennessee Waltz” (live track) – 4:15

## Informacje na temat utworów
- „On That Day” to utwór związany z zamachem terrorystycznym na World Trade Center 11 września 2001.
- „Villanelle for Our Time” zostało nagrane 6 maja 1999, krótko po powrocie z centrum Zen na Mt. Baldy.
- „Nightingale” jest utworem dedykowanym piosenkarzowi Carlowi Andersonowi.
- „The Faith” jest odrzuconym utworem z albumu Recent Songs do którego zostały nagrane nowe partie wokalne i został zremiksowany.
- „Tennessee Waltz” jest występem na żywo, nagranym 9 lipca 1985 na Montreux Jazz Festival.